# SuperVia
SuperVia（スーペルヴィーア、伯: SuperVia Trens Urbanos）は、ブラジル・リオデジャネイロの都市圏近郊鉄道の名称である。

リオデジャネイロの公共交通網路線図
SuperViaという記載のある緑色の路線が同鉄道網

## 歴史
1858年に現在SuperViaの運行する路線がペドロ2世鉄道として開業した。この鉄道は1889年の共和制施行に伴いブラジル中央鉄道に改称された。これらは当時、サンパウロやベロオリゾンテと並ぶブラジルで最大の郊外鉄道網の一つと言われた。電化も行われ、電車が走るようになった。1957年にブラジル連邦鉄道（RFFSA）が創設され、ブラジル中央鉄道はブラジル連邦鉄道に併合された。ブラジル中央鉄道から引き継がれたこの郊外電車網はブラジル連邦鉄道の重要な部門と位置づけられた。1967年にリオデジャネイロとサンパウロとの間の高速道路が全通した頃からブラジル全土において、鉄道は急速に力を失っていき、政府の公共交通事業のなかでの優先順位は下がるばかりであった。そのような中で重要な部門であったこれらの郊外電車網を別の運営体へ移管させることが決定し、1984年にブラジル都市鉄道会社（CBTU）が近代化を目的に発足した。1994年にはリオデジャネイロ州政府の認可を得てこの郊外電車網はブラジル都市鉄道会社からリオデジャネイロ州都市鉄道会社（Flumitrens）へ運営が移管された。しかし鉄道の保守への公共投資の不足により、事故等に対する安全性や運転時刻の正確・信頼性の低下、駅等鉄道施設の荒廃、予防保全を行っていないことや運行サービスの劣化に抗議する一部の乗客の破壊行為により稼働する車両が減少したことにより、民間のバスなどの道路交通に対する競争性を失い、1984年に1日当たり100万人の利用客を輸送していたものが1996年には1日当たりわずか14.5万人に落ち込むという深刻な危機に陥った。
この状況から打開するために、これらの郊外電車網は民営化されることになり、運行と保守の事業が入札にかけられ、1998年11月1日からの25年の運営権を落札（運営権はさらに25年の延長が可能である）した企業連合によって、SuperViaと呼ばれる会社が創設された。SuperViaは世界銀行からの融資などを受け、乗車券の電子化、車両の修繕や更新、枕木・レールや架線の交換、荒廃していた駅の改装や補修を行い、一部区間では電化区間の延長が図られた。また既存の一部の車両を冷房化したほか、冷房つきの新車を次々と購入した。これらの施策により2016年の1日当たりの利用客は約75万人まで持ち直した。

## 車両
- 斜字の形式は他形式を改造して誕生した形式およびその改造年を示す。なお、ここではSuperVia以前の事業者の時代に引退した車両も述べる。

### 電車
| 形式         | 写真                                | 製造年                     | 製造国と企業 | 一編成あたりの両数            | 運用状況                                             | 一両における片方の側面の乗降扉数 | 備考 |
| ------------ | ----------------------------------- | -------------------------- | --- | ----------------------------- | ---------------------------------------------------- | -------------------------------- | --- |
| 100形・300形 | 100形（廃車体）                     | 1936年 - 1948年            | イギリス ・メトロキャメル（艤装） ・メトロポリタン＝ヴィッカース（電気機器） | 100形 - 3両 300形 - 4両       | 客車へ改造された車両を除き1983年に引退               | 3                                | ・サンパウロおよびベロオリゾンテにおいても運用 ・300形は100形の中間車を1両増結した編成を改番                                                   |
| 110形・200形 | 200形                               | 1954年 - 1956年            | イギリス ・メトロキャメル（艤装） ・メトロポリタン＝ヴィッカース（電気機器） ブラジル ・コブラズマ（艤装） ・ブラジル国営貨車製造（艤装） ・サンタ＝マチルジ（艤装）                           | 3両                           | 後述の1000形および保線車両へ改造され1995年に形式消滅 | 110形 - 1 200形 - 4              | ・110形は1960年に200形を2扉（客用1つ・乗務員用1つ）へ改造した車両 ・110形はサンパウロにおいても運用                                            |
| 1000形       | 1000形                              | 1991年 - 1995年 （改造年） | ブラジル ・マフェルサ（改造） ・コブラズマ（改造） ・Villares（電気機器） 日本 ・日立製作所（電気機器）                                                                                        | 基本編成 - 6両 付属編成 - 3両 | 2018年に運用終了                                     | 4                                | ・交換部品の欠如で休車となっていた200形を更新 ・片方の運転台を撤去し、3両2編成を1編成6両へ再構成 ワンハンドル式の主幹制御器を採用              |
| 400形        | 400形（手前2編成、奥2編成は1000形） | 1964年 - 1967年            | ブラジル ・コブラズマ（艤装） ・ブラジル国営貨車製造（艤装） ・サンタ＝マチルジ（艤装） アメリカ合衆国 ・ゼネラル・エレクトリック（電気機器） 日本 ・日立製作所（電気機器） ・東芝（電気機器） | 3両                           | 2017年に運用終了                                     | 4                                | ・サンパウロにおいても運用 ・1980年代に電気機器がゼネラル・エレクトリック製のものから日立製作所・東芝製のものへ交換された ・一部は客車へ改造   |
| 500形        | 500形                               | 1976年 - 1977年            | 日本 ・日本車輌製造（艤装） ・日立製作所（電気機器） | 4両                           | 現役                                                 | 4                                | ・ステンレス鋼製 ・2010年代に一部編成を除いて冷房化                                                                                            |
| 600形        |                                     | 1976年                     | ブラジル ・マフェルサ（艤装） アメリカ合衆国 ゼネラル・エレクトリック（電気機器） | 4両                           | 1980年代に全編成が431形へ編入されてサンパウロへ転出  | 4                                | ・サンパウロ用の431形と同型 ・ステンレス鋼製 ・サンパウロでは2017年まで現役                                                                    |
| 700形        | 700形                               | 1981年 - 1987年            | ブラジル ・マフェルサ（艤装） 日本 ・日立製作所（電気機器） ・東芝（電気機器） | 4両                           | 現役                                                 | 4                                | ・サンパウロにおいても運用 ・2000年代以降に主幹制御器のワンハンドル式化と冷房化が進む                                                          |
| 800形        |                                     | 1979年 - 1980年            | ドイツ ・MAN AG（艤装） イギリス GEC（電気機器） ブラジル ・サンタ＝マチルジ（艤装） | 4両                           | 後述の8000形へ改造された車両を除き引退               | 4                                | ・1990年代に一部の編成は8000形へ改造 |
| 8000形       | 8000形                              | 1997年 （改造年）          | ブラジル ・Villares（改造） | 4両                           | 2015年に運用離脱                                     | 4                                | ・電気機器の不調で大半が休車となっていた800形を更新 ・ワンハンドル式の主幹制御器を搭載                                                         |
| 900形        | 900形                               | 1979年 - 1980年            | フランス ・フランコライユ（艤装） スイス ・ブラウン・ボベリ（電気機器） ドイツ ・エリコン（電気機器） ブラジル ・コブラズマ（艤装） ほか                                                       | 4両                           | 現役                                                 | 4                                | ・一時期サンパウロとベロオリゾンテにおいても運用 ・1990年代に一部の編成は9000形へ改造 ・2000年代以降主幹制御器のワンハンドル式化と冷房化が進む |
| 9000形       | 9000形                              | 1998年 （改造年）          | ドイツ ・アドトランツ（改造） ブラジル ・アルストム・ブラジル（改造） | 8両                           | 2015年に運用離脱                                     | 4                                | ・交換部品の欠如で休車となっていた900形を更新 ・片方の運転台を撤去し、4両2編成を8両1編成へ再構成 ・ワンハンドル式の主幹制御器を搭載            |
| 2005形       | 2005形                              | 2005年 - 2007年            | 大韓民国 ・現代ロテム（艤装） 日本 ・東芝（電気機器） | 4両                           | 現役                                                 | 4                                | ・東芝製のIGBT素子VVVFインバーター制御を採用 ・SuperVia初のVVVF制御の電車                                                                      |
| 3000形       | 3000形                              | 2011年 - 2015年            | 中華人民共和国 ・中国北車長春（艤装） 日本 ・東芝（電気機器） ほか | 4両                           | 現役                                                 | 4                                | ・東芝製のIGBT素子VVVFインバーター制御を採用                                                                                                   |
| 4000形       | 4000形                              | 2013年 - 2014年            | ブラジル ・アルストム・ブラジル | 8両                           | 現役                                                 | 4                                | ・アルストム・メトロポリスを採用 |
| 5000形       | 5000形                              | 2016年 - 2017年            | ブラジル ・アルストム・ブラジル | 8両                           | 現役                                                 | 4                                | ・アルストム・メトロポリスを採用 |

### ディーゼル機関車

#### 1600 mm（広軌）用
| 形式                      | 写真   | 製造年          | 製造メーカー                                        | 運用状況 | 備考                                                                     |
| ------------------------- | ------ | --------------- | --------------------------------------------------- | -------- | ------------------------------------------------------------------------ |
| 7100形 （MLW RS-3形）     | 7100形 | 1952年 - 1953年 | カナダ ・モントリオール・ロコモティブ・ワークス     | 現役     | ・入れ替え、保線用および救援用として運用 ・写真は廃車となった車両        |
| 7600形 （アルコ RSC-3形） | 7600形 | 1950年 - 1951年 | アメリカ合衆国 ・アメリカン・ロコモティブ（アルコ） | 現役     | ・ブラジル保存鉄道協会より1両を借用して運用                              |
| 7000形 （アルコ RS-1形）  | 7000形 | 1945年 - 1956年 | アメリカ合衆国 ・アメリカン・ロコモティブ（アルコ） | 引退     | ・名目上の「保存」のために1両のみ保有                                    |
| 3200形 （アルコ FA-1形）  | 3200形 | 1950年          | アメリカ合衆国 ・アメリカン・ロコモティブ（アルコ） | 引退     | ・名目上の「保存」のために1両のみ保有 ・機関はゼネラル・エレクトリック製 |
| 3000形 （アルコ S-1形）   | 3000形 | 1943年          | アメリカ合衆国 ・アメリカン・ロコモティブ（アルコ） | 引退     | ・保存目的で保有                                                         |

#### 1000mm（狭軌）用
| 形式                 | 写真   | 製造年          | 製造メーカー                                               | 運用状況 | 備考                           |
| -------------------- | ------ | --------------- | ---------------------------------------------------------- | -------- | ------------------------------ |
| 2350形 （GE U12C形） | 2350形 | 1957年          | アメリカ合衆国 ・ゼネラル・エレクトリック（エリー工場）    | 現役     |                                |
| 2120形 （EMD G12形） | 2120形 | 1957年 - 1964年 | アメリカ合衆国 ・エレクトロ・モーティブ・ディーゼル（EMD） | 現役     | ・一部はボリビア東部鉄道へ売却 |

### 客車

#### 1600 mm（広軌）用
上記の電車のうち、100形・200形・110形・400形の一部編成は交換部品の不足のため、一時期客車として運用された経歴を持つが、100形を除くそれらのほとんどは運営がSuperViaへ移管される以前に、日本企業およびそのノックダウン生産の電気機器を搭載したうえで電車へ復帰している。
100形を電装解除した車両は老朽化していたこともあり、再び電装することなく引退したが、数両は再び電装することのなかった一部の200形とともに保線用車両へ改造されて活躍を続けている。

#### 1000 mm（狭軌）用
両開きの扉が片側につき3か所設置された車両が運用されている。8700形はかつてのレオポルジーナ鉄道が開通させた1000 mm軌間の路線（現在のサラクルナ線およびそれと接続する2つの路線）用として運行を開始したが、サラクルナ線の電化および広軌化により、それらの工事が施行されなかった区間の専属車両となった。
なお、8700形と同型の車両はブラジル東北部の各都市の近郊鉄道においても活躍している。

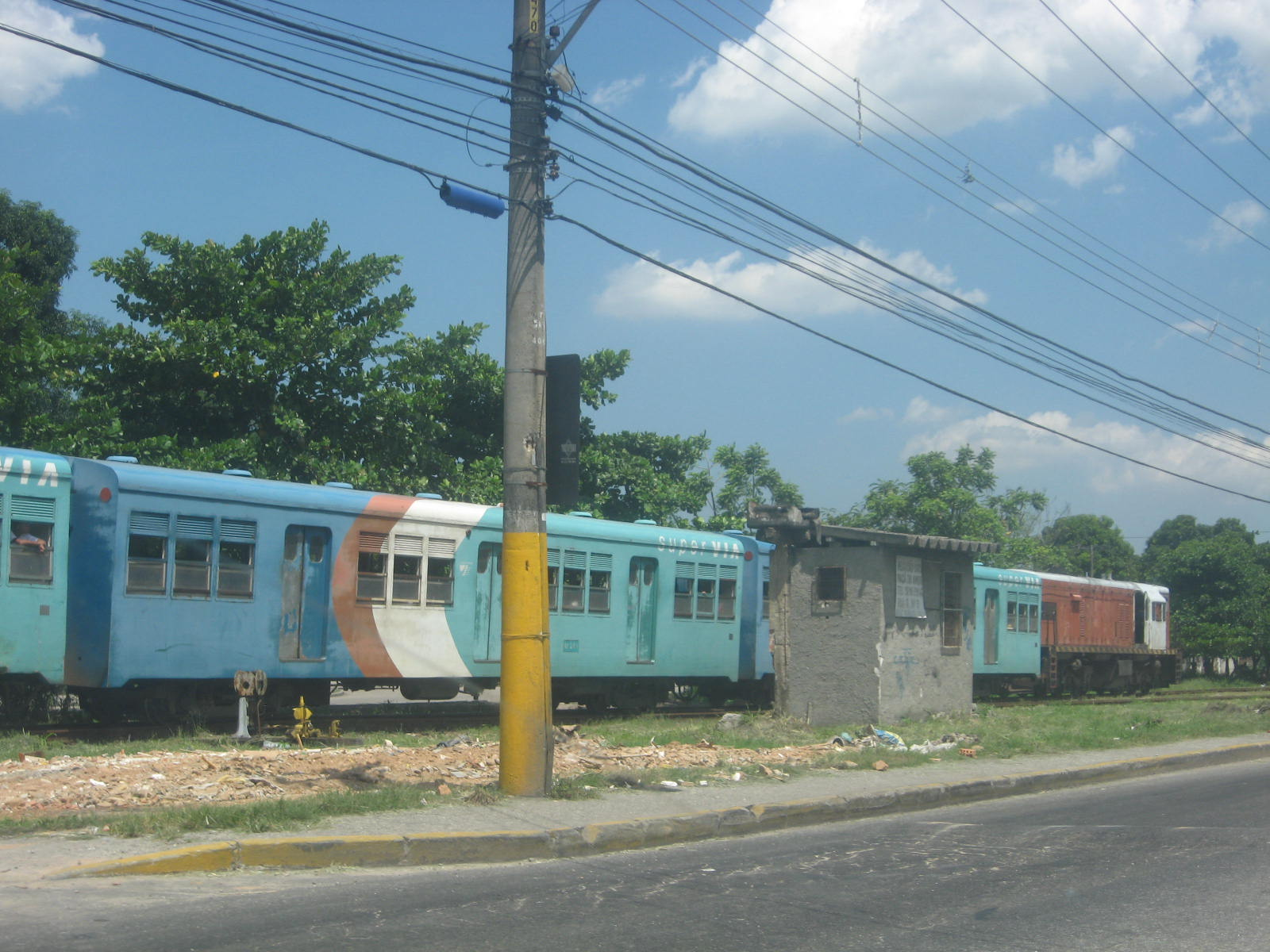
8700形客車（U12型ディーゼル機関車牽引）

| 形式   | 写真   | 製造年              | 運用状況 | 製造メーカー              | 備考                                                                 |
| ------ | ------ | ------------------- | -------- | ------------------------- | -------------------------------------------------------------------- |
| 8700形 | 8700形 | 1972年 - 1978年     | 現役     | ブラジル ・Pidner         | ・一部は木造車両の鋼体化                                             |
| 100形  |        | 1970年代 - 1980年代 | 引退     | イギリス ・メトロキャメル | ・上記の100形電車を電装解除したうえで台車を1000 mm軌間対応仕様へ改造 |

## 路線
一部区間は複々線となっており、一部路線の重複区間では3複線となる区間も存在。普通（各駅停車）運転の他に、平日には快速運転が、デオドロ線では急行運転も行われている。普段は24時間運行ではないが、2010年のカーニバルの際には一部区間で終夜運転が行われた。以下に路線を示す。
| 路線名                  | 距離     | 駅数 | 区間                                                          |
| ----------------------- | -------- | ---- | ------------------------------------------------------------- |
| デオドロ線              | 23 km    | 19   | セントラル・ド・ブラジル ↔ デオドロ                           |
| サンタ・クルズ線        | 54.75 km | 21   | セントラル・ド・ブラジル ↔ サンタ・クルズ                     |
| ジャペリ線              | 61.75 km | 17   | セントラル・ド・ブラジル ↔ ジャペリ                           |
| パラカンビ線            | 8.26 km  | 3    | ジャペリ ↔ パラカンビ                                         |
| ベルフォルド・ホソ      | 27.70 km | 19   | セントラル・ド・ブラジル ↔ ベルフォルド・ホソ                 |
| オノリオ=デオドロ環状線 | 5 km     | 2    | ホノリオ・グージル ↔ デオドロ                                 |
| サラクルナ線            | 34.02 km | 20   | セントラル・ド・ブラジル ↔ グラマショ グラマショ ↔ サラクルナ |
| ヴィラ・インオミリム線  | 15.35 km | 8    | サラクルナ ↔ ヴィラ・インオミリム                             |
| グアピミリム線          | 17.3 km  | 19   | サラクルナ ↔ グアピミリム                                     |

- 急行（Expresso）

| 路線名   | 駅数 | 区間                                        |
| -------- | ---- | ------------------------------------------- |
| デオドロ | 8    | バングー → セントラル・ド・ブラジル         |
| デオドロ | 12   | カンポ・グランジ → セントラル・ド・ブラジル |
| デオドロ | 5    | セントラル・ド・ブラジル → グラマショ       |

## ギャラリー

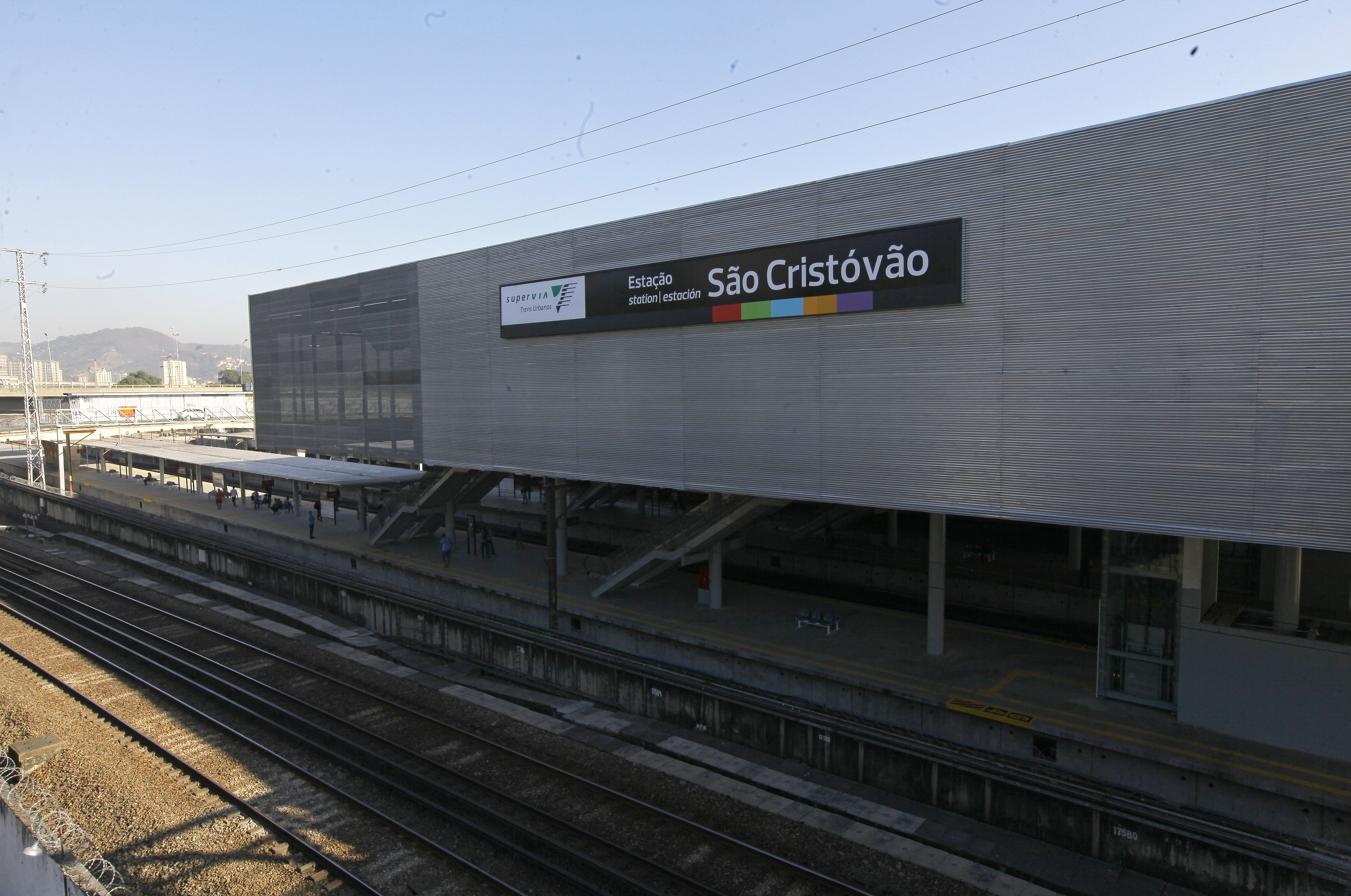
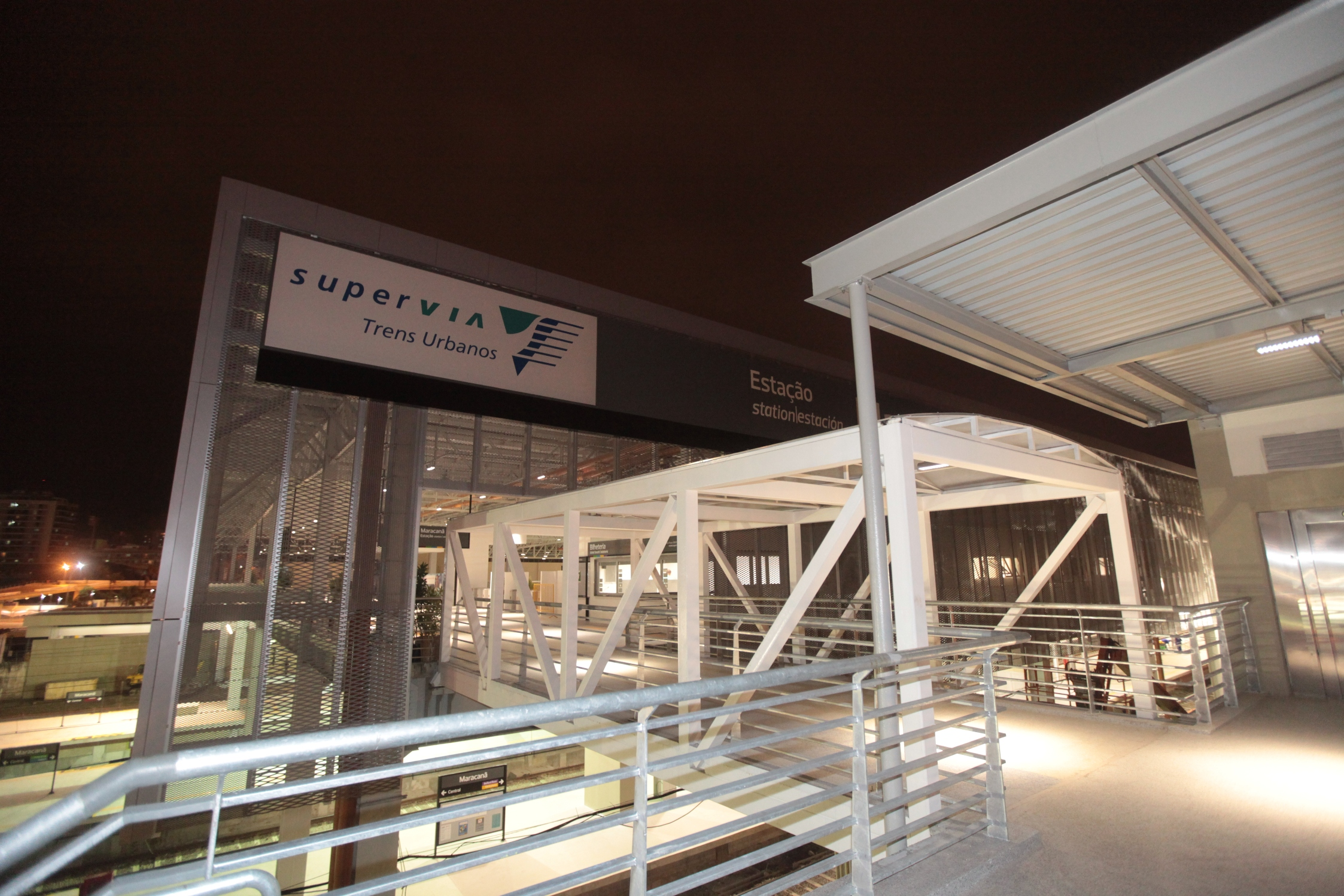
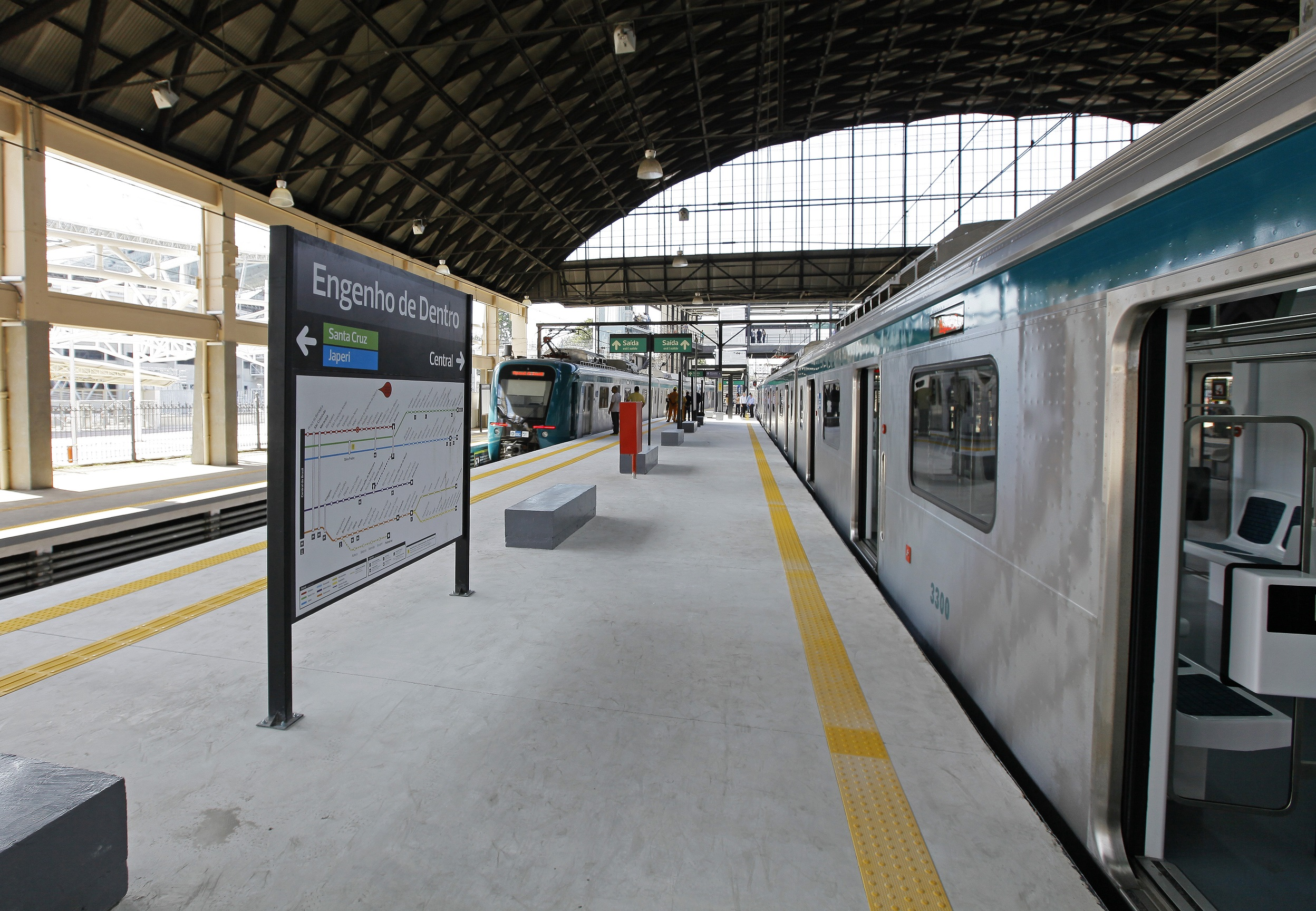
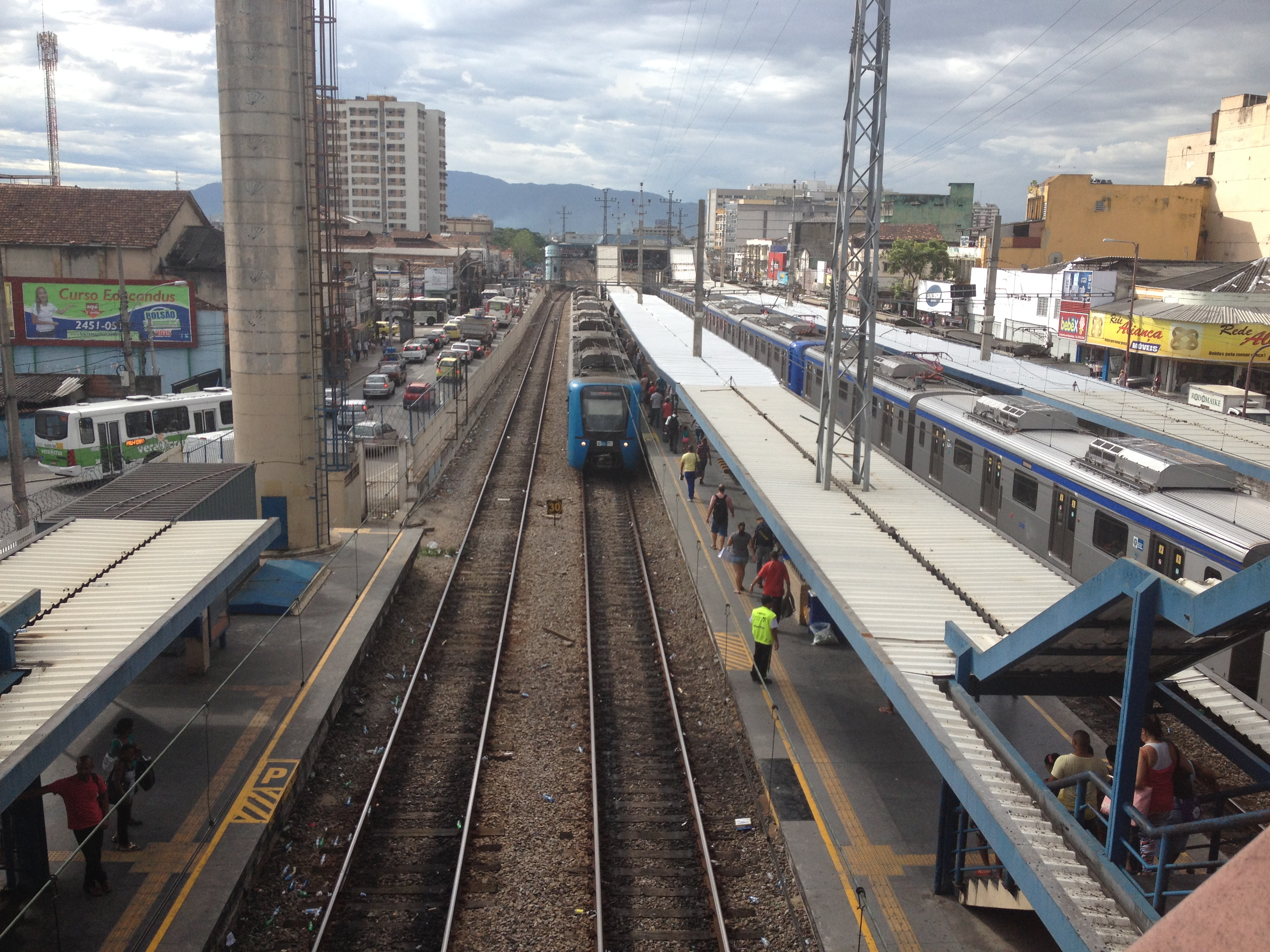
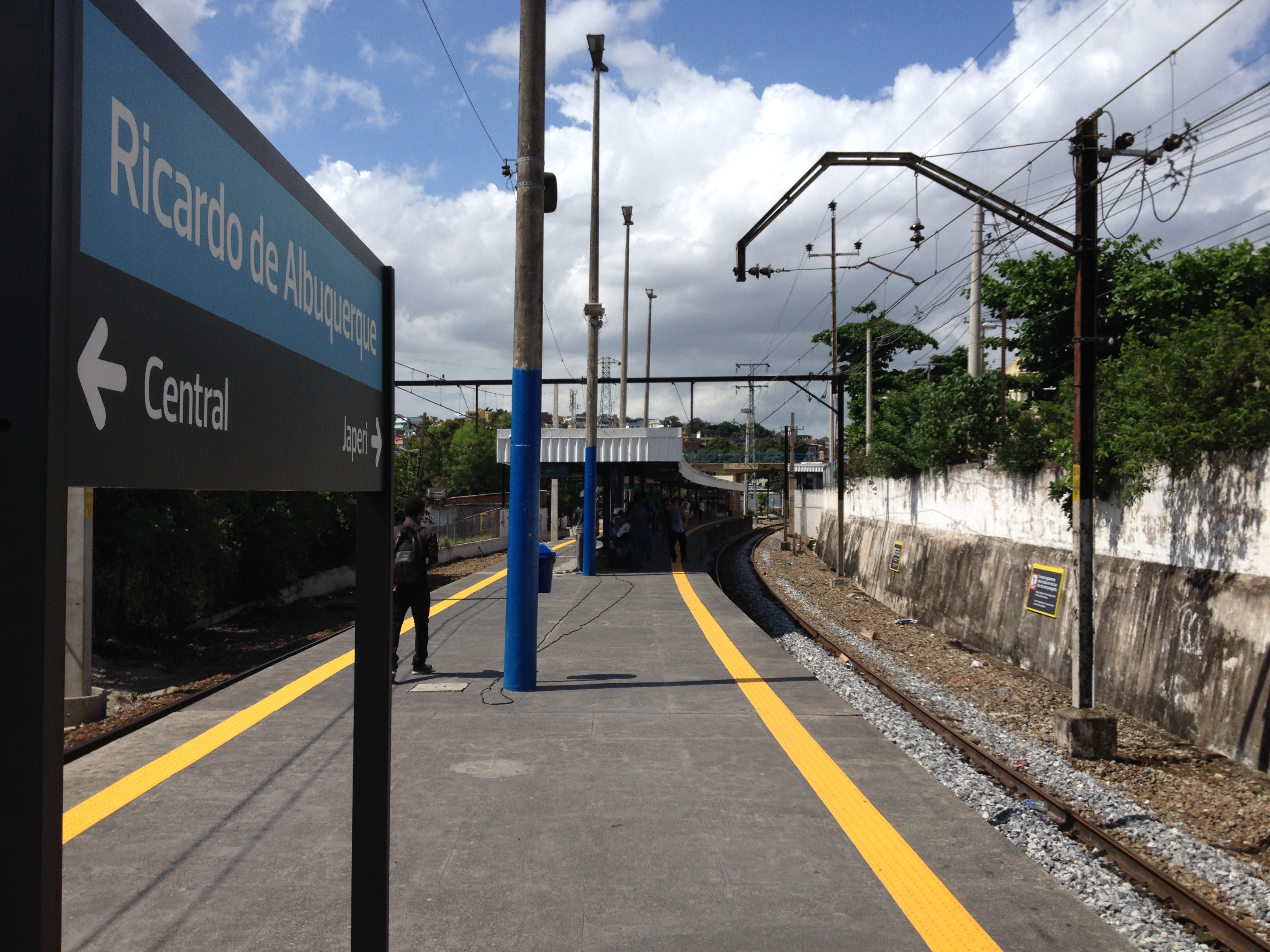
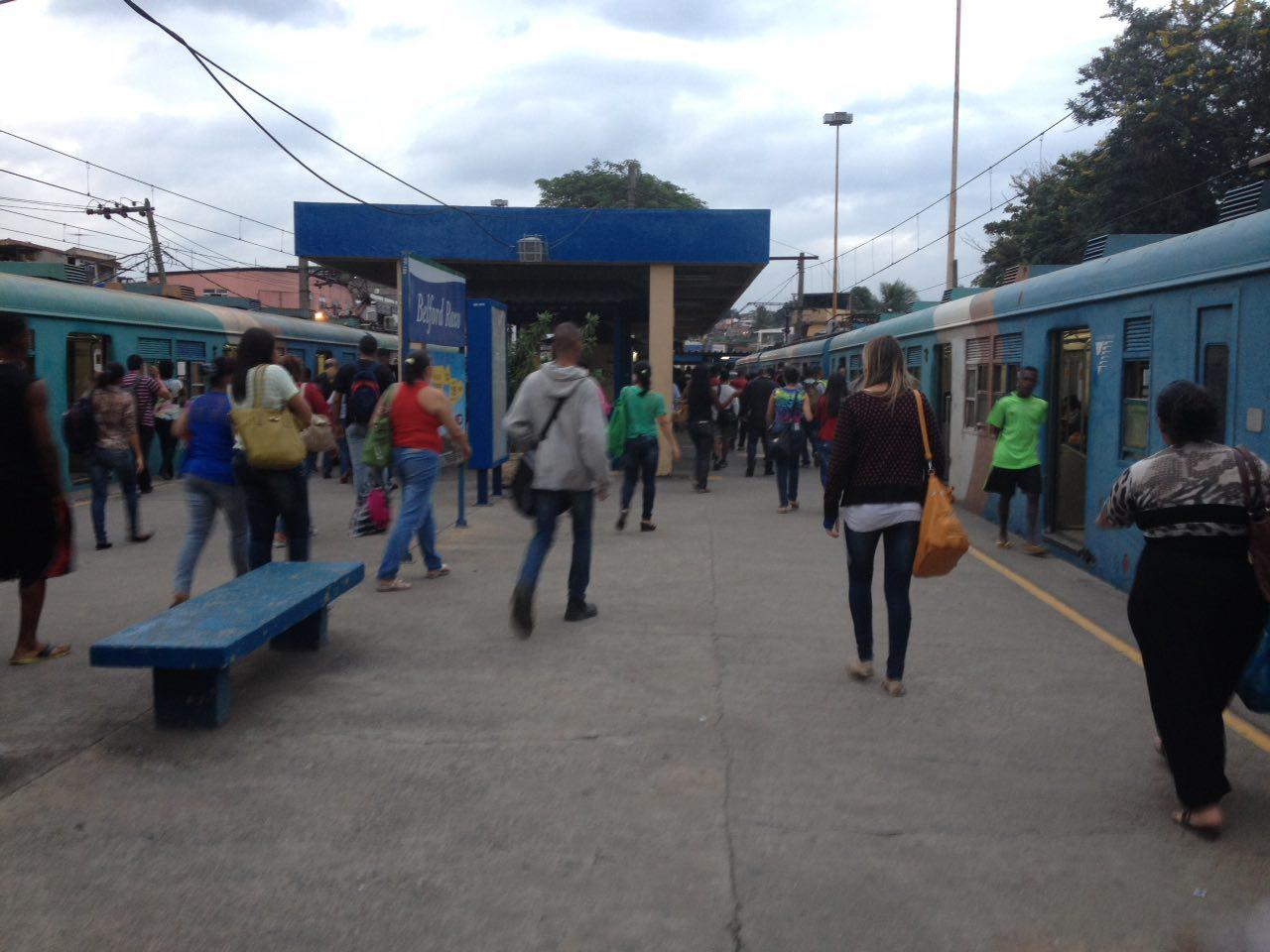
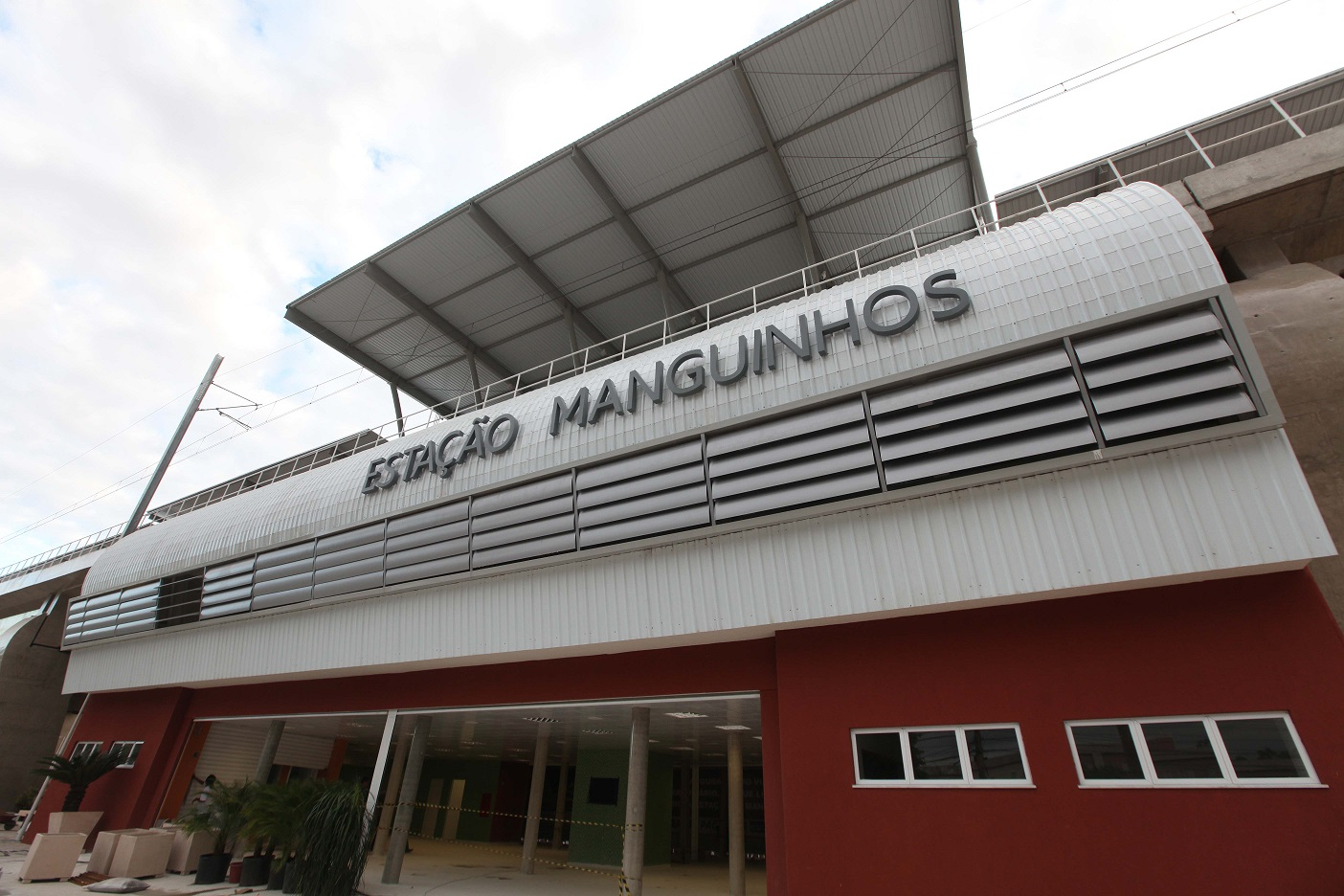
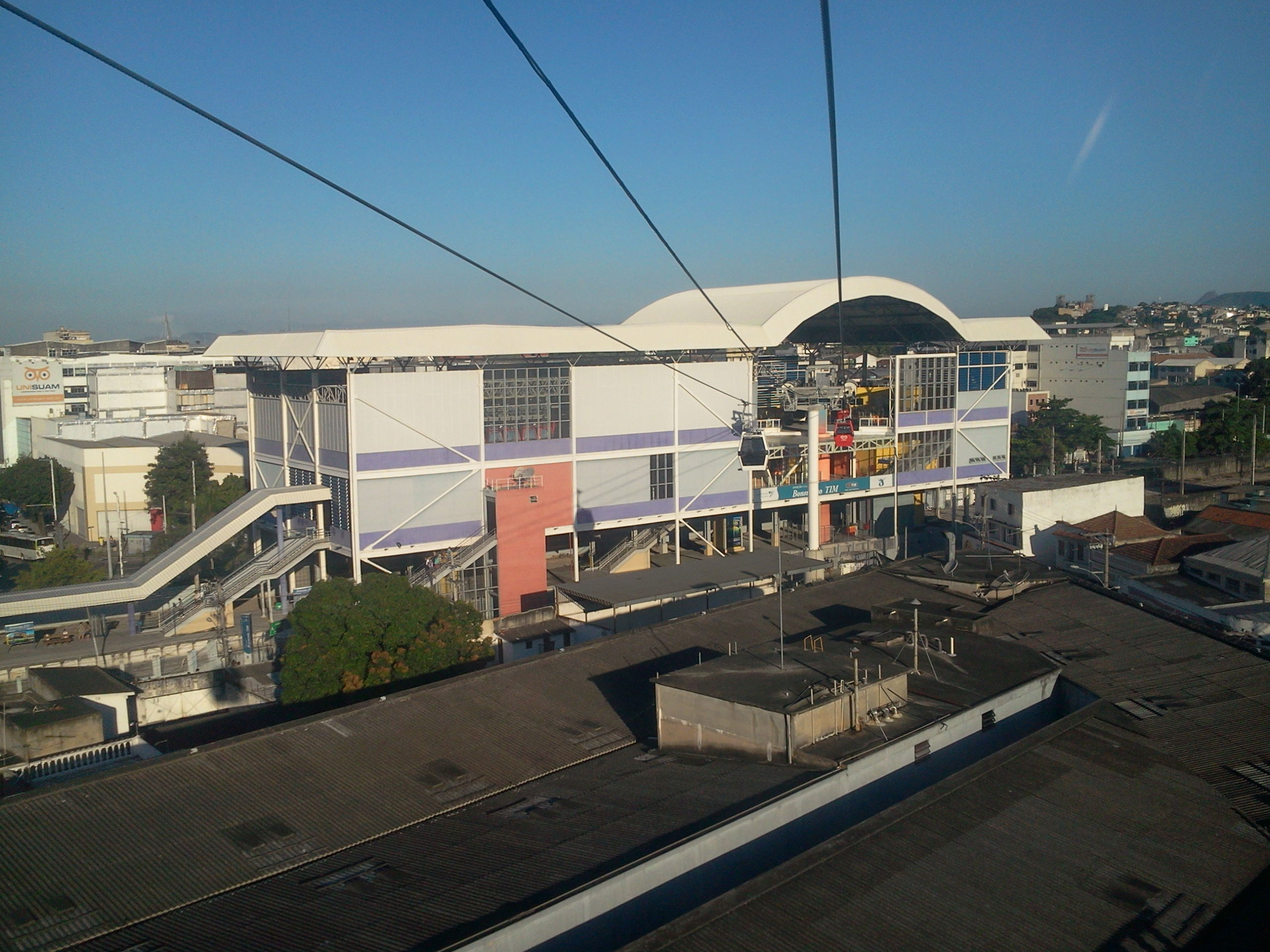
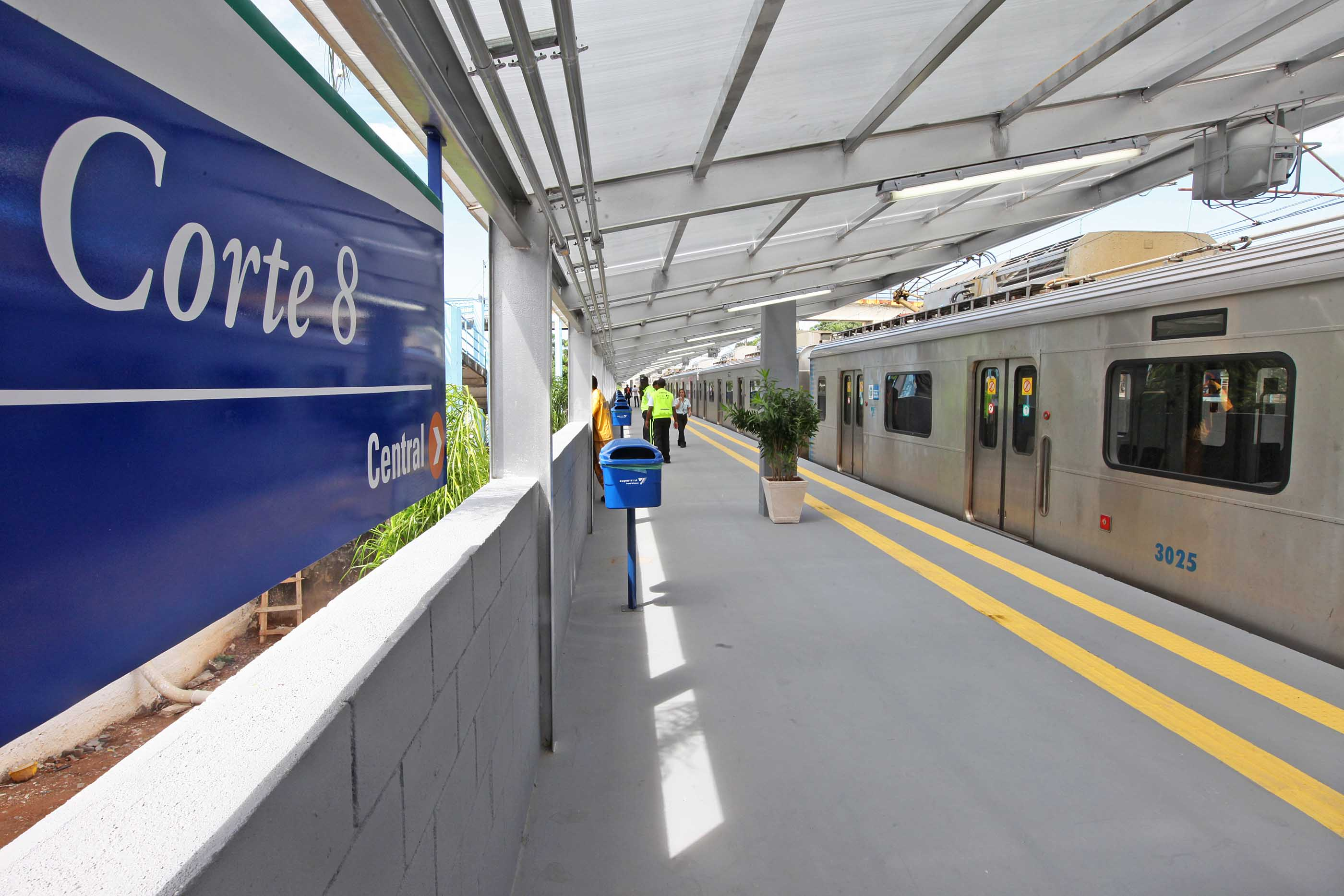
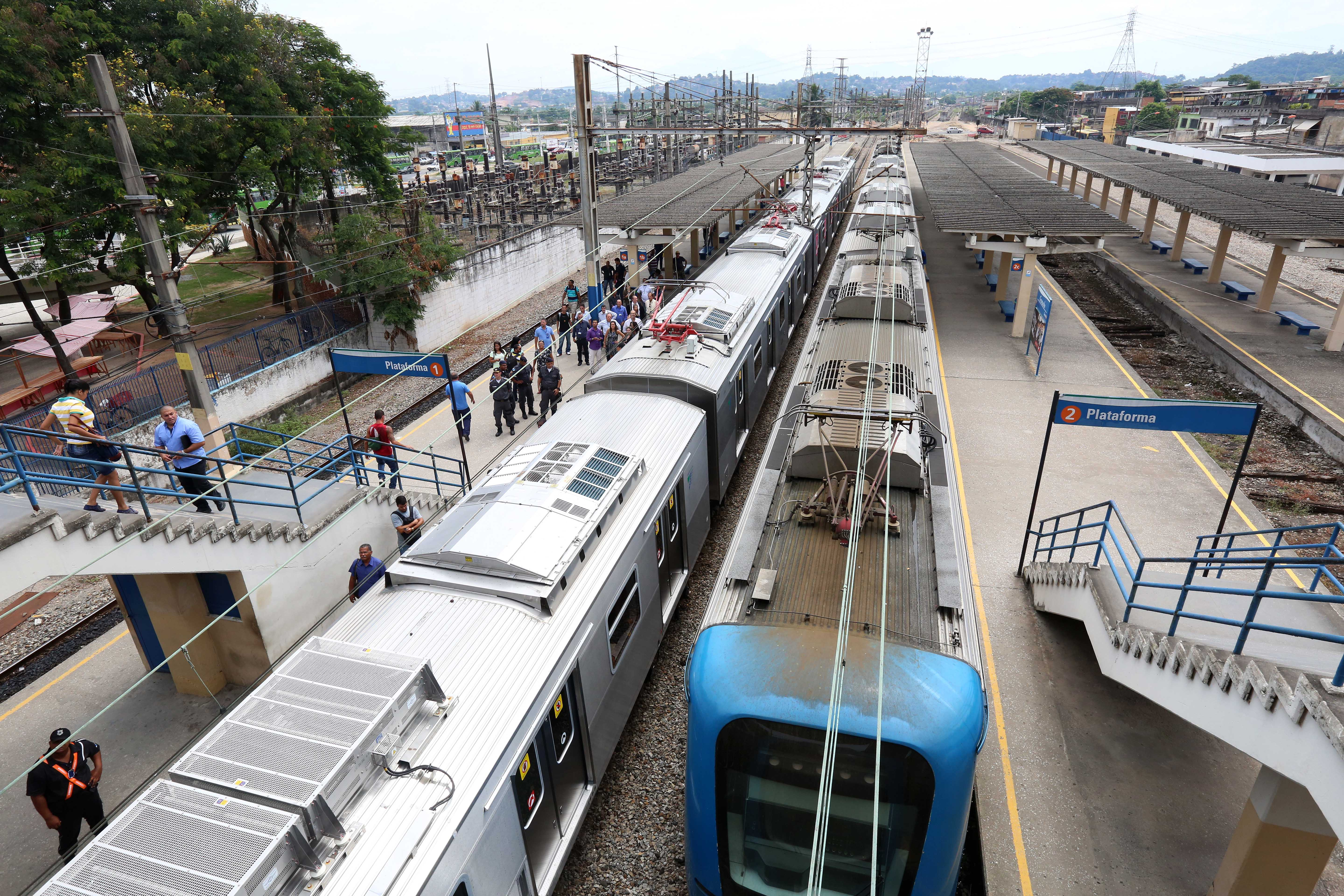
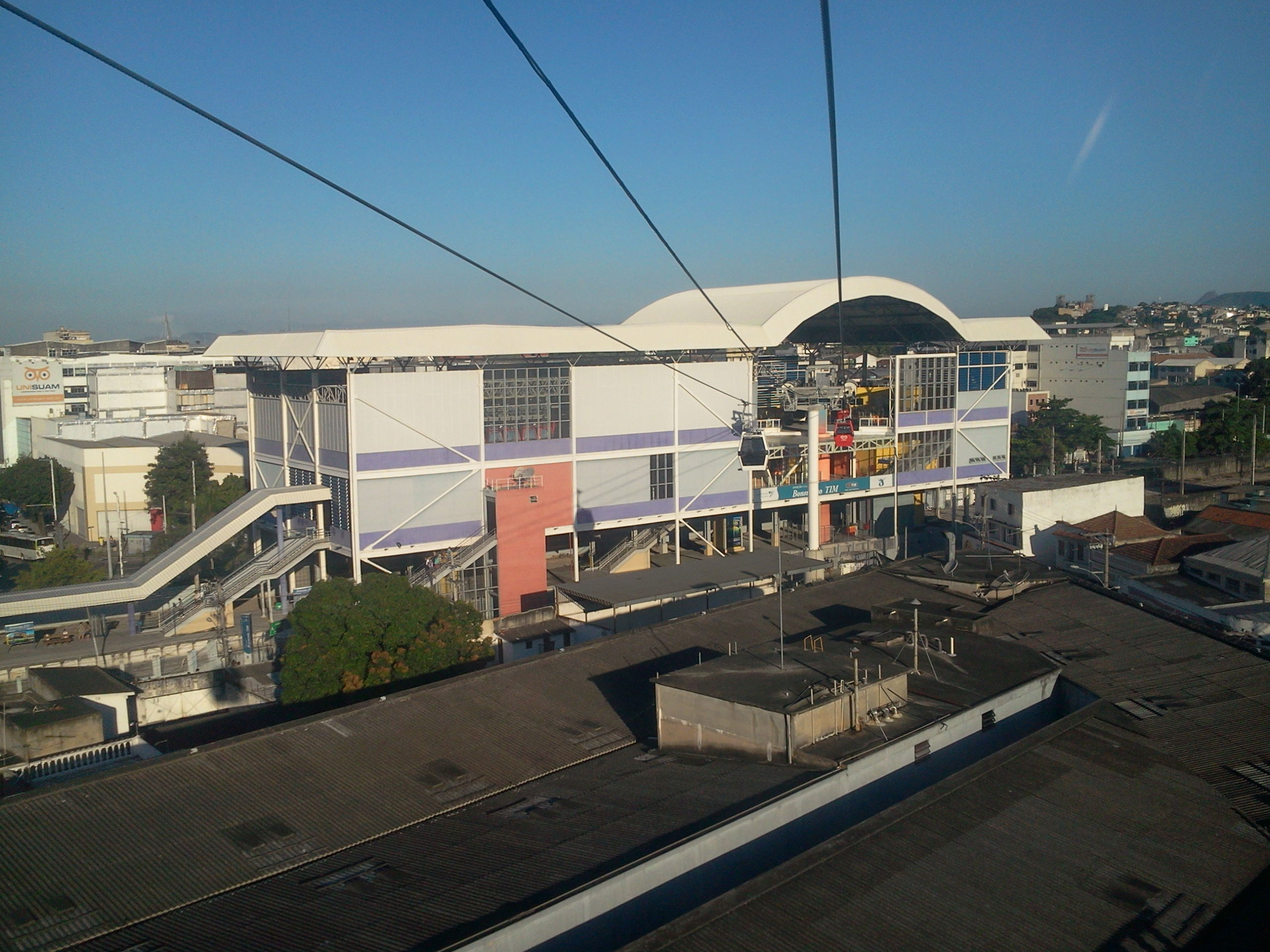